# William Butterworth Bayley
William Butterworth Bayley (* 30. November 1781 in Hope Hall, Eccles; † 20. Mai 1860 in St Leonards-on-Sea, Sussex)  war ein britischer Beamter und von 13. März bis 4. Juli 1828 interimsweise Generalgouverneur von Fort William in Britisch-Indien.
Er war das zwölfte Kind von Thomas Butterworth Bayley (1744–1802) von Hope Hall, Eccles, Lancashire und seiner Frau Mary Leggatt, einer Familie des Landadels in Lancashire. Nach der Schulzeit in Eton begann er 1798 am Trinity College der University of Cambridge zu studieren. Aber sein Vater hatte ihm eine Stelle bei der öffentlichen Zivilverwaltung in Bengalen besorgt (writership) und er musste sich nach Indien einschiffen. 1799 besuchte er das College of Fort William und trat nach Ende der Ausbildung dem Bengal Civil Service bei. Im Februar 1809 heiratete er in Kalkutta Anne Augusta Jackson. Bayley war unter anderem als Richter tätig und wurde 1819 Chief Secretary to the Government. 1825 wurde er Mitglied des Supreme Council. 1828 übernahm er interimsweise das Amt des Generalgouverneurs von Indien, von der Abreise Lord Amhersts am 13. März bis zur Ankunft von Lord William Bentinck am 4. Juli 1828.
Ende 1830 kehrte er nach England zurück. Vom 23. Juli 1833 bis 1854 war er Direktor der Britischen Ostindien-Kompanie. Bayley verstarb am 20. Mai 1860 in St Leonards-on-sea, heute ein Stadtteil von Hastings.